# Kjell Schou-Andreassen
Kjell Schou-Andreassen (ur. 19 czerwca 1940 w Stavanger, zm. 19 listopada 1997) – norweski piłkarz występujący na pozycji pomocnika. Trener piłkarski.

## Kariera piłkarska
W swojej karierze Schou-Andreassen reprezentował barwy zespołów Viking FK, Stavanger IF oraz SK Brann. Wystąpił także w jednym meczu reprezentacji Norwegii U-19.

## Kariera trenerska
Karierę trenerską Schou-Andreassen rozpoczął w 1971 roku w zespole Viking FK. W 1972 roku zdobył z nim mistrzostwo Norwegii. Następnie trenował reprezentację Norwegii U-21, a od 1974 roku wraz z Nilsem Arne Eggenem, prowadził też pierwszą reprezentację Norwegii. W roli tej zadebiutował 8 sierpnia 1974 w przegranym 1:2 meczu Mistrzostw Nordyckich ze Szwecją. Kadrę Norwegii prowadził w eliminacjach do Mistrzostw Europy 1976, Letnich Igrzysk Olimpijskich 1976 oraz Mistrzostw Świata 1978, jednak na żadne z nich nie wywalczyła ona awansu. W 1977 roku przestał być trenerem reprezentacji. Pod jego wodzą rozegrała ona 27 spotkań, z czego 6 było wygranych, 4 zremisowane i 17 przegranych.
Potem Schou-Andreassen prowadził Bryne FK, a w 1980 roku został szkoleniowcem zespołu Lillestrøm SK. W sezonie 1980 dotarł z nim do finału Pucharu Norwegii (przegrana z Vålerenga Fotball), a w sezonie 1981 wygrał te rozgrywki, po czym odszedł z klubu. Następnie przez sezon 1982 prowadził Vikinga, z którym zdobył mistrzostwo Norwegii. Po tym sukcesie opuścił drużynę, ale wrócił do niej na sezon 1987. Potem nie pracował już w żadnym klubie.